# Надёжность (компьютерные науки)
В компьютерных науках (информатике) надёжность — это способность компьютерной системы справляться с ошибочными данными и с ошибками во время выполнения задач. Надёжность может охватывать многие области компьютерных наук, например: надежное программирование, надежное машинное обучение и надежная безопасность сети. Формальные методы, такие как нечеткое тестирование, важны для демонстрации надежности, поскольку этот тип тестирования включает неверные или неожиданные входные данные. В качестве альтернативы, неисправность работающей системы может быть использована для проверки устойчивости. Различные коммерческие продукты выполняют тестирование надежности через программный анализ.

## Введение
В целом, создание надежных систем, охватывающих каждую точку возможного отказа, затруднено из-за огромного количества возможных входов и их комбинаций. Поскольку для тестирования всех входов и их комбинаций потребуется слишком много времени, разработчики не могут исчерпывающе исследовать все случаи. Вместо этого разработчик попытается обобщить такие случаи. Например, представьте, что вы вводите целочисленные значения. Некоторые выбранные входные данные могут состоять из отрицательного числа, нуля и положительного числа. Используя эти числа для тестирования программного обеспечения таким образом, разработчик обобщает набор всех случаев тремя числами. Это более эффективный и управляемый метод, но более подверженный сбоям. Обобщение тестовых примеров является примером только одного метода для решения проблемы с отказом, а именно с ошибкой из-за неправильного ввода данных пользователем. Системы обычно также могут выходить из строя по другим причинам, таким как отключение от сети.
Несмотря на это, сложные системы должны обрабатывать любые ошибки. Есть много примеров таких успешных систем. Некоторые из самых надежных систем являются развивающимися и могут быть легко адаптированы к новым ситуациям.

## Проблемы
Программы и программное обеспечение являются инструментами, ориентированными на очень специфическую задачу, и поэтому не являются обобщенными и гибкими. Однако наблюдения за такими системами, как Интернет или биологические системы, демонстрируют такую важную характеристику, как адаптация к окружающей среде. Одним из способов адаптации биологических систем к окружающей среде является использование избыточности. Многие органы функционально избыточны в биологическом организме. Например, почка является одним из таких примеров. Людям, как правило, нужна только одна почка, но наличие второй почки сохраняет возможности организма при отказе первой. Этот же принцип может быть применен к программному обеспечению, но есть некоторые проблемы. При применении принципа избыточности к информатике слепое добавление кода не рекомендуется. Слепое добавление кода приводит к большему количеству ошибок, усложняет систему и усложняет её понимание. Код, который не обеспечивает подкрепления уже существующему коду, нежелателен. Вместо этого новый код должен обладать эквивалентной функциональностью, чтобы в случае нарушения функции код, предоставляющий ту же функцию, смог заменить её, используя ручное или автоматическое разнесение программного обеспечения. Для этого новый код должен знать, как и когда следует учитывать точку сбоя. Это означает, что в систему необходимо добавить больше логики. Но поскольку система добавляет больше логики, компонентов и увеличивается в размерах, она становится все более сложной. Таким образом, при создании более избыточной системы она также становится более сложной, и разработчики должны учитывать балансирование избыточности со сложностью.
В настоящее время компьютерные технологии не направлены на создание надежных систем. Скорее они стремятся сосредоточиться на масштабируемости и эффективности. Одна из главных причин того, почему сегодня не уделяется внимания надежности, заключается в том, что это трудно сделать в общем виде.

## Области

### Надёжное программирование
надёжное программирование — это стиль программирования, который фокусируется на обработке неожиданного завершения и неожиданных действий. Используется специальный код для изящной обработки этих завершений и действий путем отображения точных и однозначных сообщений об ошибках. Эти сообщения об ошибках позволяют пользователю легче настраивать программу.

#### Принципы
Паранойя — при создании программного обеспечения, программист предполагает, что пользователи хотят нарушить свой код. Программист также предполагает, что его собственный написанный код может не работать или работать некорректно.
Глупость — программист предполагает, что пользователи будут пытаться вводить неверные, поддельные и некорректные данные. Как следствие, программист возвращает пользователю однозначное, интуитивно понятное сообщение об ошибке, которое не требует поиска кодов ошибок. Сообщение об ошибке должно быть максимально точным, не вводя пользователя в заблуждение, чтобы проблему можно было легко устранить.
Опасные инструменты — пользователи не должны получать доступ к библиотекам, структурам данных или указателям на структуры данных. Эта информация должна быть скрыта от пользователя, чтобы пользователь не мог случайно изменить её и внести ошибку в код. Когда такие интерфейсы построены правильно, пользователи используют их, не находя лазеек для изменения интерфейса. Интерфейс уже должен быть правильно реализован, поэтому пользователю не нужно вносить изменения. Поэтому пользователь фокусируется исключительно на своем коде.
Не может случиться — очень часто код модифицируется и может привести к возникновению «невозможного» случая. Поэтому предполагается, что невозможные случаи крайне маловероятны. Разработчик понимает как обращаться с случаями, которые крайне маловероятны, и соответственно реализует разработку.

### Надёжное машинное обучение
Надёжное машинное обучение обычно относится к надёжности алгоритмов машинного обучения. Чтобы алгоритм машинного обучения считался надёжным, либо тестовая ошибка должна соответствовать ошибке обучения, либо производительность должна оставаться стабильной после добавления некоторого шума в набор данных.

### Надёжный дизайн сети
Надёжный дизайн сети — это исследование дизайна сети в условиях переменных или неопределенных требований. В некотором смысле, надёжность в проектировании сети является такой же широкой, как и в проектировании программного обеспечения, благодаря огромным возможностям изменений или вводимых данных.

### Надёжные алгоритмы
Существуют алгоритмы, которые допускают ошибки во входящих данных или во время вычислений. В этом случае вычисления в конечном итоге сходятся к правильному выводу. Это явление было названо «правильностью притяжения» (англ. correctness attraction).